# Virginia Raggi
Virginia Elena Raggi (Roma, 18 de julho de 1978) é uma advogada e política italiana. Foi prefeita de Roma de 2016 à 2021. Filiada ao Movimento 5 Estrelas, foi eleita prefeita em 19 de junho de 2016, ganhando as eleições municipais, se tornando a primeira prefeita de Roma.